# Estación de Estadio (ciudad universitaria)
La Estación de Estadio o Stadium es una antigua estación subterránea de tranvía en la Ciudad Universitaria de Madrid, construida por Eduardo Torroja. Esta estación se encontraba en la intersección de las actuales Avenidas Martín Fierro y Juan de Herrera. Dando acceso a la Escuela de Arquitectura y al Estadio de Deportes, actual Facultad de Ciencias de la Actividad Física y del Deporte.
En 1932, debido a la construcción de la Ciudad Universitaria, se reforma el trazado del tranvía. La nueva línea es doble en todo su recorrido, curvas con mayor radio, suaves pendientes, y sin pasos a nivel. Arrancaba de la plaza de la Moncloa por el lado izquierdo de la Av. Principal de la Ciudad Universitaria y bordeando el Parque del Oeste, llegaba a los campos de deportes, que contorneaba hasta entrar en la estación cubierta del stadium, que aprovechaba el talud del terreno.
A la salida, la línea se bifurcaba en dos ramas: una hacía el interior de la Ciudad Universitaria, que no llegó a construirse, y la otra por el campo cruzaba el arroyo de Cantarranas por el Viaducto del Aire. Desde el Jardín del Barranco se veían pasar los tranvías por entre las copas de los viejos árboles que crecían en el fondo del barranco; luego cruzaba la Avenida Principal de la Ciudad Universitaria en las proximidades del Estanque y la Fuente de las Damas hasta morir en el Monte del Pardo.

## Descripción
La estación fue pensada para evitar todos los cruces entre personas, coches y tranvías. El andén del lado del estadio tiene gran amplitud, y tenía acceso al estadio mediante una rampa y al lado opuesto de la actual Avenida de Martín Fierro mediante escaleras.
A la salida se dejó una extensión de terreno para la espera de varios coches que se pusieran en marcha cuando fuera necesario, debido a las grandes aglomeracioens de personas que se esperaban.
En el paramento del lado del estadio se dejaron los pilares sobresaliendo, creando entre ellos una bancadas.

## Estado actual
Actualmente la estación se utiliza como almacén de jardinería. La estrada de tranvías desde Moncloa se ha modificado para tener acceso al almacén, entrando desde la Zona de Deportes Sur. La otra salida de tranvías desapareció con la construcción de la Escuela de Aparejadores. En el lugar donde se encontraba la rampa se encuentra actualmente el edificio de INEF. Las escaleras han desaparecido. La rasante actual de la calle se encuentra un metro por encima del forjado de la estación.